# ID2
ID2 (англ. Inhibitor of DNA binding 2, HLH protein) – білок, який кодується однойменним геном, розташованим у людей на короткому плечі 2-ї хромосоми.  Довжина поліпептидного ланцюга білка становить 134 амінокислот, а молекулярна маса — 14 917.
| 10         |  | 20         |  | 30         |  | 40         |  | 50         |
| ---------- |  | ---------- |  | ---------- |  | ---------- |  | ---------- |
| MKAFSPVRSV |  | RKNSLSDHSL |  | GISRSKTPVD |  | DPMSLLYNMN |  | DCYSKLKELV |
| PSIPQNKKVS |  | KMEILQHVID |  | YILDLQIALD |  | SHPTIVSLHH |  | QRPGQNQASR |
| TPLTTLNTDI |  | SILSLQASEF |  | PSELMSNDSK |  | ALCG       |  |            |

A: Аланін

C: Цистеїн

D: Аспарагінова кислота

E: Глутамінова кислота

F: Фенілаланін

G: Гліцин

H: Гістидин

I: Ізолейцин

K: Лізин

L: Лейцин

M: Метіонін

N: Аспарагін

P: Пролін

Q: Глутамін

R: Аргінін

S: Серин

T: Треонін

V: Валін

Кодований геном білок за функціями належить до репресорів, білків розвитку, фосфопротеїнів. 
Задіяний у таких біологічних процесах як транскрипція, регуляція транскрипції, біологічні ритми. 
Локалізований у цитоплазмі, ядрі.